# Podwójny grzech
Podwójny grzech (ang. Double Sin) – jedno z opowiadań kryminalnych Agathy Christie, z udziałem Herculesa Poirota i Arthura Hastingsa. Występują w tej historii również sekretarka, panna Felicity Lemon i inspektor James Japp.
Podczas wycieczki na północ Anglii Hastings i Poirot poznają Mary Durrant. Wkrótce młodej kobiecie ktoś kradnie kolekcję cennych antyków. Hercules Poirot nie chce wyjaśniać tej sprawy. Przejmuje ją więc Hastings, któremu z pomocą przychodzą dwaj miejscowi policjanci: sierżant Vinney i posterunkowy Flagg.
Występują:
- Mary Durrant – okradziona,
- Sierżant Vinney – policjant; pomaga w rozwiązaniu sprawy,
- Posterunkowy Flagg – pomocnik sierżanta,
- Miss Penn – ciocia Mary Durrant,
- Norfor Kane – główny podejrzany.